# Schloss Marselisborg

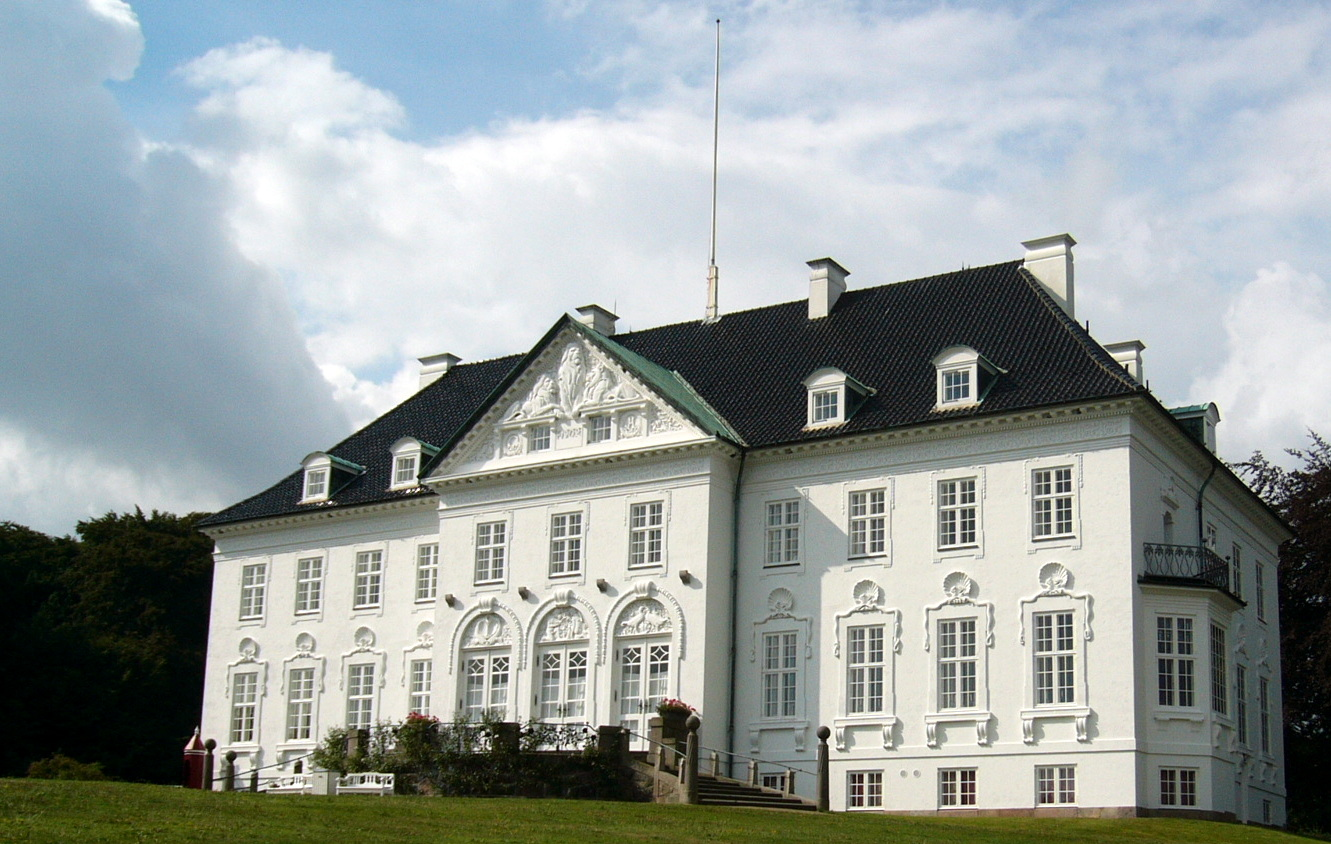
Schloss Marselisborg, Rückansicht vom Mindeparken und Århusbucht

Schloss Marselisborg (dänisch Marselisborg Slot) ist seit 1902 Sommerresidenz des dänischen Königshauses.
Das Schloss liegt am Kongevej Nr. 100 (deutsch Königsweg) südlich von Aarhus und am nördlichen Ende des Marselisborg-Waldes (dänisch Marselisborgskov) beim Mindepark (deutsch Erinnerungspark), der sich bis zur Küste der Aarhus Bugt erstreckt und als Erholungsgebiet beliebt ist.

## Geschichte

### Havreballegård
In der Nähe des heutigen Schlosses Marselisborg befand sich der Herrensitz (dänisch herregård) Havreballegård, dessen Geschichte bis ins 16. Jahrhundert zurückverfolgt werden kann. Das Gebiet gehörte zu dem Land, das Bischof Peder Vognsen aus dem Hvide-Geschlecht 1204 dem Bistum Aarhus vermachte. Nach der Reformation wurde es Krongut. Ein erstes steinernes Haus ist 1576 erwähnt.
1661 musste der hoch verschuldete König Frederik III. seinem Gläubiger Gabriel Marselis, einem holländischen Kaufmann, den der dänischen Krone gehörenden Besitz Havreballegård in Jütland überschreiben. Marselis ließ dort ein Herrenhaus errichten. Der Sohn Constantin (de) Marselis (1647–1699) erbte Havreballegård 1673, das er in Constantinsborg umbenannte. 1680 wurde er zum dänischen Lehnsbaron erhoben, wobei die neu errichtete Lehnsfreiherrschaft nun Marsillesborg, später Marselisborg, benannt wurde. Er verstarb 1699 kinderlos, wodurch Marsillesborg an die Krone zurückfiel. König Christian V. belehnte in der Folge seinen natürlichen Sohn Ulrik Christian Gyldenløve (1678–1719) mit der Freiherrschaft. In den folgenden Jahrhunderten wechselten die Eigentümer mehrfach.
Die Stadt Aarhus kaufte 1896 den Marselisborg-Besitz. Nach dem Verkauf des Hofs zog das Marselisborg-Gymnasium in eins der Gebäude ein und erhielt 1899 ein eigenes Hauptgebäude auf dem Hofgelände am Marselis Boulevard in Aarhus. Die übrigen von den Besitzern im 17. und 18. Jahrhundert errichteten Gebäude von Havreballegård wurden verpachtet und bei mehreren Bränden zu Beginn des 20. Jahrhunderts vernichtet, zuletzt 1909 das im 18. Jahrhundert erbaute Herrenhaus.

### Königliche Residenz
1898 wurde ein Teil des Parks dem neuvermählten Kronprinzenpaar Prinz Christian (X.) und Prinzessin Alexandrine als Hochzeitsgeschenk der Jütländer (dänisch folkets bryllupsgave) übergeben. Als Teil des Geschenkes entwarf und baute Hack Kampmann in den Jahren 1899 bis 1902 das Schloss Marselisborg. Das spätere Königspaar begründete die Tradition, das Schloss als Sommerresidenz zu nutzen.
Die gesamten Ländereien gehören dem Königreich Dänemark als Staatseigentum und stehen dem aktuell regierenden König von Dänemark zur Nutzung zu. Nach dem Tod von Königin Alexandrine 1952 übernahm König Frederik IX. das Schloss. Königin Margrethe II. erhielt das Schloss Marselisborg 1967 als Hochzeitsgeschenk von ihrem Vater Frederik IX. nach umfangreicher Renovierung und Modernisierung. Die Königin und ihr Prinzgemahl Henrik nutzten mit der königlichen Familie seitdem das Schloss als Sommerresidenz, zudem für die Oster- und Weihnachtsferien.
Das Schloss Marselisborg war ein Geschenk des Volkes in dem Sinne, dass es begründet war auf den individuellen ökonomischen Möglichkeiten und errichtet auf dem Grund und Boden der Gemeinde Aarhus. Mehrere jütländische Städte und dänische Firmen waren in das Projekt eingebunden, insbesondere bei der späteren Ausstattung und Möblierung des Schlosses. Besonders zu erwähnen sind die Städte Horsens, Vejle, Randers, Aalborg und Thisted. Die Spendensammlung begann im Herbst 1897, organisiert von Stiftungsamtmann (dänisch stiftamtmand) Dreyer, Baron J. Rosenkrantz aus Sophiendal und Gutsbesitzer Chr. Neergaard aus Aakjær. Am 20. Mai 1898 stellte die Gemeinde Aarhus zehn Hektar Land für das Prinzenschloss zur Verfügung. Danach arbeitete der Architekt Hack Kampmann zusammen mit dem Staatsingenieur Charles Ambt aus Kopenhagen am Entwurf des Schlosses. Das gesamte Budget betrug 150.000 dänische Kronen.
Am 7. Juni 1902 war das Gebäude fertiggestellt und wurde als Hochzeitsgeschenk des dänischen Volkes an Kronprinz Christian und seine Braut Alexandrine von Mecklenburg-Schwerin übergeben. Kurz danach schlug der Prinz vor, die 30 Hektar Landfläche vor dem Schloss bis nahe an die Aarhus-Bucht nicht zu bebauen, da es die Aussicht ruinieren würde. Am 11. Juni 1902 billigte der Stadtrat von Aarhus diesen Wunsch und es wurde ein Vertrag mit einer Laufzeit von zehn Jahren geschlossen, der vorsah, dass der Prinz eine Pacht von 40 Kronen je Hektar zu zahlen habe. Gleichzeitig bekam er ein Vorkaufsrecht auf das gesamte Areal, das später zum Mindeparken wurde. Zwischen 1913 und 1917 vergrößerte König Christian X. durch Zukauf von Land den Schlosspark und die Gartenfläche dahinter auf eine Fläche von 23,5 Hektar.

## Schlosspark

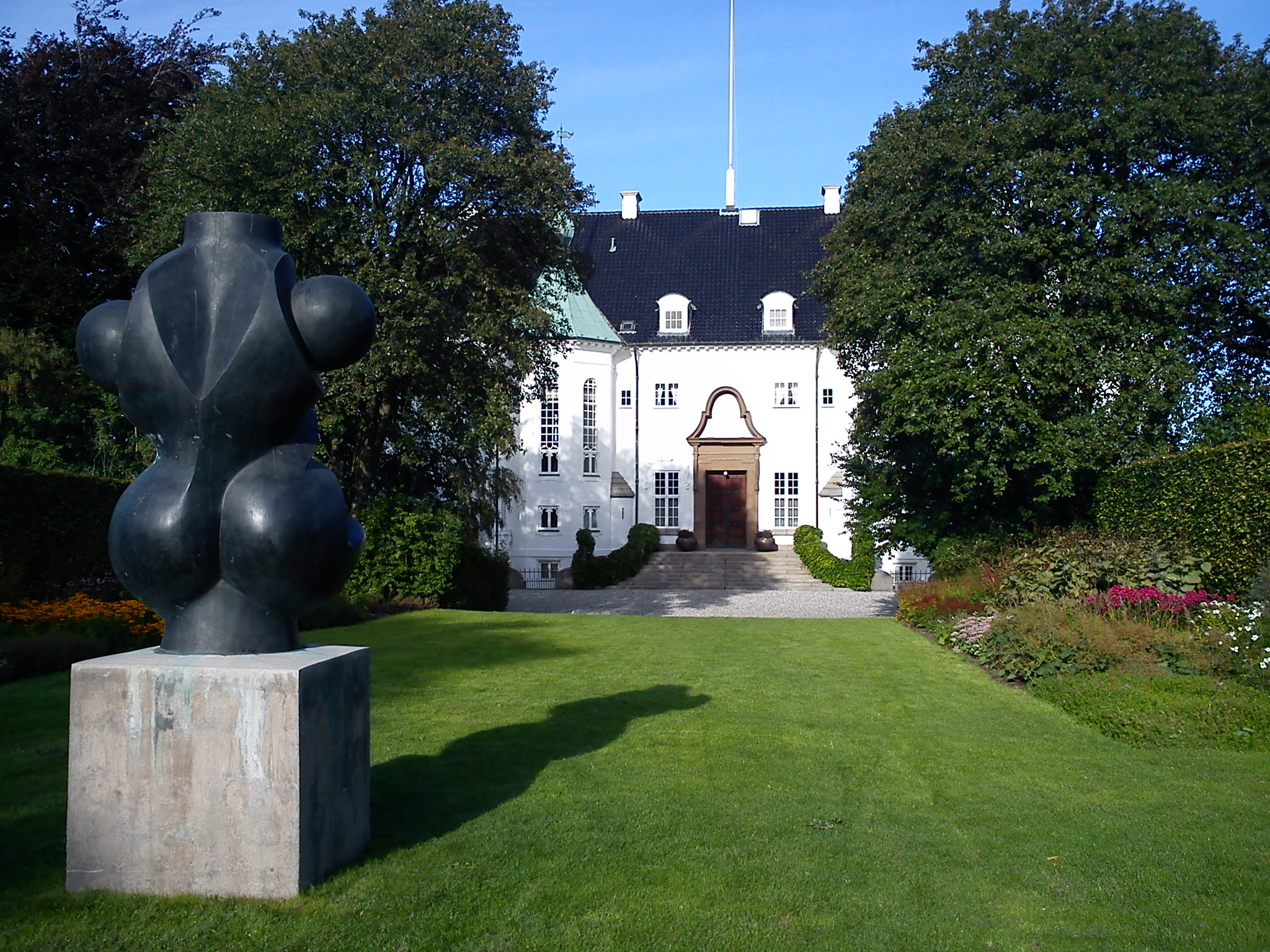
Skulptur Torso von Prinz Henrik im Park von Schloss Marselisborg

Der ungefähr 13 Hektar große Schlosspark wurde von dem Landschaftsarchitekten L. Christian Diedrichsen im traditionellen englischen Stil mit großen Rasenflächen, umgeben von Bäumen, kleinen Wasserbecken und mit Büschen bepflanzten Hängen angelegt. Im Park sind eine Anzahl von Skulpturen und Kunstwerken aufgestellt. Es gibt einen Rosen- und einen Kräutergarten.
Das Schloss ist für die Öffentlichkeit nicht zugänglich, jedoch kann der Schlosspark von der Bevölkerung betreten werden, wenn die königliche Familie nicht anwesend ist. Ein täglicher Wachwechsel der Königlichen Leibwache (Den Kongelige Livgarde) findet mittags um 12 Uhr statt, wenn der Monarch anwesend ist. Der Haupteingang ist während dieser Zeit der einzige Zugang zum Park.
Im Schlosspark sind verschiedene Skulpturen aufgestellt:
- Skulpturen Torso, Åbent hjerte (deutsch Offenes Herz) und Elskende par (deutsch Liebespaar) von Prinz Henrik[5]
- Fontäne von dem Bildhauer Jens-Flemming Sørensen
- Grand Couple von dem französischen Bildhauer Étienne-Martin
- Skulptur der Bildhauerin Sonja Ferlov Mancoba
- Malteser Bogen, ein Geschenk von Maltas Premierminister Dom Mintoff
- Gebäudespitze von einem Gebäudeteil aus dem Jahr 1918 aus Kopenhagens Südhafen
- Blumenschale, die aus Skagen stammt
- Granitskulptur Tre løver og ni hjerter (deutsch Drei Löwen und neun Herzen) von Claus Ørntoft